# Psychoda gemina
Psychoda gemina és una espècie de dípter pertanyent a la família dels psicòdids present a les illes Britàniques, Espanya, França, Bèlgica, els Països Baixos, Dinamarca, Noruega, Alemanya, Suïssa, Txèquia, Àustria, Hongria, Romania, Belarús i el territori de l'antiga República Federal Socialista de Iugoslàvia.
La larva es desenvolupa en fulles en descomposició i mai en fems o aigües residuals.